# Самуель Шимановський
Шимановський (пол. Szymanowski) Самуель Гутор герба «Гутор» (поч. 17 ст. — п. після 1654) — поет доби бароко.
Походив із середньозаможної волинської шляхти; писався «з Клечан» (колиш. с. Клечани, нині у складі с. Лище Луцького району Волинської області). Відомо, що поет мав брата Яна, котрому присвятив свій твір «Фатум…» Здобув непогану освіту, добре знав латину та античну літературу. Поза сумнівом, поет як професійний вояк брав участь у військових походах, починаючи з 1630-х рр. Він служив у гусарській корогві Миколи Потоцького у війську гетьмана великого коронного Станіслава Конецпольського, котрий 1633 дав відсіч османській армії Абази-паші, який хотів завоювати Кам'янець (нині м. Кам'янець-Подільський). Потім воїн-поет прагнув здобути прихильність князя Яреми Вишневецького, котрому навіть присвятив свій твір «Марс савроматський…». Під час Національно-визвольної війни українського народу середини 17 ст. Шимановський брав участь у воєнних діях, зокрема у Зборівській битві 1649. Під час Берестецької битви 1651 перебував у центральній частині польської армії, якою командував сам король Ян II Казимир Ваза.
Відомі три поетичних твори Ш., які були видані у 1640—50-х рр.:
- «Mars sauromatski…» (Варшава, 1642, друкарня Я. Трельпінського);
- «Kawaler polski…» (1651);
- «Scena żałosnej tragedyjej…» (Люблін, 1654, друкарня Я. Вечорковича).

У цих творах головною темою є оспівування перемог польської зброї над московськими, турецькими, татарськими військами, а також над українськими повстанцями, прославлення короля Владислава IV Ваза. Шимановський описав Смоленську (1633—34), Кам'янецьку (1633), турецьку (1635) війни, прусський похід (1635), українське повстання 1637—38, Національно-визвольну війну українського народу середини 17 ст., початковий період російсько-польської війни 1654—67. У «Сцені жалісної трагедії…» поет зосередив увагу на подіях 28 червня 1651, коли у Берестецькій битві польські війська відбили атаку татарської кінноти.
Значно більше значення як джерело має твір «Кавалер польський…» Спочатку поет стисло змалював Жовтоводську битву 1648, Збаразьку облогу 1649 і Зборівську битву 1649, потім — Берестецьку битву. Цей твір Шимановського випередив офіційну друковану реляцію про неї уряду Речі Посполитої, видану 1651. Імовірно, що упорядники даної реляції використали твір Шимановського. У той же час і Шимановський мав у руках якісь «авізи» (рукописні газети, вістові листи), про котрі сам же й пише.
Таким чином, у двох із трьох відомих творів Шимановського містяться дані про Берестецьку битву 1651 року, частина з яких є оригінальними. Не менш важливий той факт, що ці твори були одними з перших, присвячених Берестецькій битві, і вони потім були використані авторами масштабніших і відоміших класичних творів польської історіографії, насамперед знаменитої «Wojny Domowej» Самуеля Твардовського.